# Beta del Cavallet
Beta del Cavallet (β Equulei) és una estrella A V de la constel·lació del Cavallet.
Malgrat la seva denominació de Bayer «Beta», és només la quarta estrella més brillant en la constel·lació amb magnitud aparent +5,16; és superada en lluentor per Kitalpha (α Equulei), δ Equulei i γ Equulei. S'hi troba a 329 anys llum del sistema solar.
Beta del Cavallet és un estel blanc de la seqüència principal de tipus espectral A3V amb una temperatura superficial aproximada de 9000 K. La seva lluminositat és 75 vegades major que la lluminositat solar i té una massa entre 2,4 i 2,5 masses solars. Amb un radi 3,6 vegades més gran que el del Sol, gira sobre si mateixa amb una velocitat de rotació projectada de 49 km/s, implicant un període de rotació inferior a 4 dies. Amb una edat al voltant dels 600 milions d'anys, està pròxima a finalitzar la seva etapa com a estrella de la seqüència principal. Igual que Vega (α Lyrae) o Fomalhaut (α Pisces Austrini), Beta Equulei està envoltada per un disc circumestel·lar de pols, que pot ser l'indici d'un possible sistema planetari.
Diverses estrelles tènues -entre magnitud 11,6 i 13,6- es localitzen visualment a una separació compresa entre 30 i 90 segons d'arc de Beta Equulei. Cap d'elles està físicament vinculada amb ella, sent només companyes òptiques.

## Companyes visuals
La Beta del Cavallet té quatre companyes òptiques, però no estan físicament relacionades.